# Guijo de Galisteo
Guijo de Galisteo ist eine Gemeinde (municipio) mit 1.487 Einwohnern (Stand: 2024) im äußersten Nordwesten der Provinz Cáceres in der Autonomen Region Extremadura im Westen Spaniens. Zur Gemeinde gehören neben dem Ort Guijo de Galisteo, El Batán und Valrío.

## Lage
Guijo de Galisteo liegt etwa 100 Kilometer (Fahrtstrecke) nördlich der Provinzhauptstadt Cáceres in einer Höhe von ca. 425 m nahe der Grenze zu Portugal. Der Río Aragón begrenzt die Gemeinde im Süden. Das Klima ist gemäßigt bis warm; Regen fällt hauptsächlich im Winterhalbjahr.

## Bevölkerungsentwicklung
| Jahr      | 1970 | 1981 | 1991 | 2001 | 2011 | 2021 |
| Einwohner | 1033 | 1864 | 1759 | 1837 | 1644 | 1513 |

## Sehenswürdigkeiten

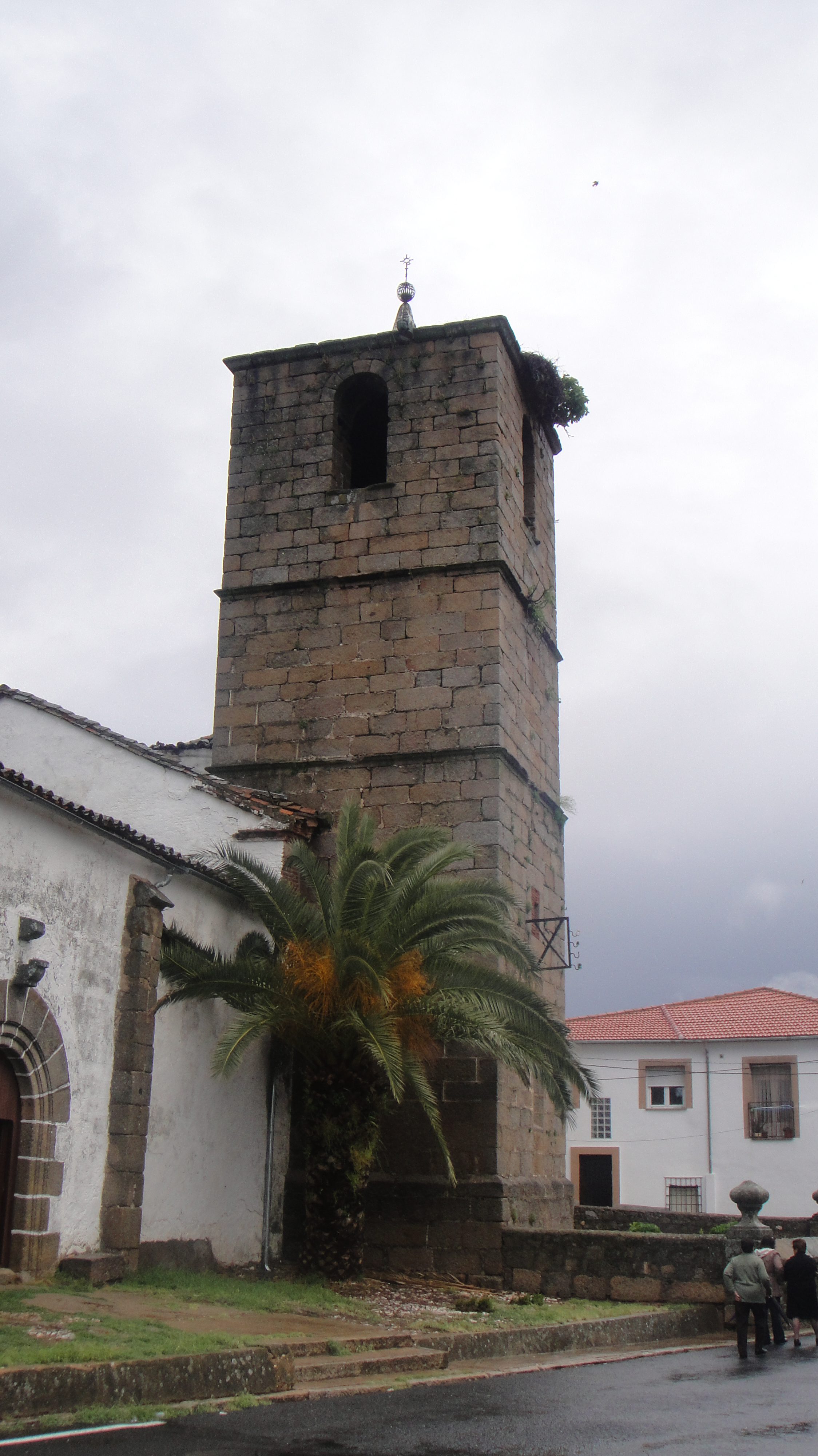
Peterskirche
- Christuskapelle
- Marienkapelle

- Peterskirche